# Амстердам (филм)
„Амстердам“ (на английски: Amsterdam) е американски мистериозен комедиен трилър от 2022 г. на режисьора Дейвид О. Ръсел, който е продуцент на сценарист на филма. Във филма участват Крисчън Бейл, Марго Роби, Джон Дейвид Уошингтън, Крис Рок, Аня Тейлър-Джой, Зоуи Салдана, Майк Майърс, Майкъл Шанън, Тимъти Олифант, Андрея Райзбъро, Тейлър Суифт, Матиас Шьонертс, Алесандро Нивола, Рами Малек и Робърт Де Ниро. „Амстердам“ отбелязва първият филм на Ръсел след „Джой“ (2015). Премиерата на филма е пусната по кината на 7 октомври 2022 г. от „Туентиът Сенчъри Студиос“.

## Актьорски състав
- Крисчън Бейл – Бърт Берендсен, доктор с протезно око[3]
- Марго Роби – Валъри Воуз, медицинска сестра[4]
- Джон Дейвид Уошингтън – Харолд Удсман, адвокат[5]
- Крис Рок – Милтън Кинг[6]
- Аня Тейлър-Джой – Либи Воуз, сестра на Валъри[6]
- Зоуи Салдана – Ирма Клеър[6]
- Майк Майърс – Пол Кантърбъри[6]
- Майкъл Шанън – Хенри Норкрос[6]
- Тимъти Олифант – Тарим Милфакс, убиец[6]
- Андрея Райзбъро – Беатрис Вандънхювъл[6]
- Тейлър Суифт – Елизабет Мийкинс, дъщерята на Сенатора[7]
- Матиас Шьонертс – детектив Лем Гетуайлър[6]
- Алесандро Нивола – детектив Хилц[6]
- Рами Малек – Том Воуз, братът на Валери[8]
- Робърт Де Ниро – генерал Гил Дилънбек[6]
- Ед Бегли младши – сенатор Бил Мийкинс
- Лийланд Орсър – господин Невинс
- Том Ъруин – господин Белпорт
- Бет Грант – госпожа Дилънбек
- Колийн Кемп – Ева От

## Издание
Световната премиера се състои в „Алис Тъли Хол“ в Ню Йорк Сити на 18 септември 2022 г., и излиза в Съединените щати на 7 октомври 2022 г. от „Туентиът Сенчъри Студиос“. Оригинално е насрочен за 4 ноември 2022 г.

## В България
В България филмът излиза по кината на същата дата в разпространение от „Форум Филм България“.
На 9 август 2024 г. е излъчен по Кино Нова с български дублаж. Екипът се състои от:
| Озвучаващи артисти  | Христина Ибришимова Даниела Йорданова Ани Василева Силви Стоицов Александър Воронов Христо Узунов |
| Преводач            | Гергана Целовска                                                                                  |
| Тонрежисьор         | Цветомир Цветков                                                                                  |
| Режисьор на дублажа | Димитър Кръстев                                                                                   |